# Tväringsskogen
Tväringsskogen är ett naturreservat i Ljusdals kommun i Gävleborgs län.
Området är naturskyddat sedan 2019 och är 44 hektar stort. Reservatet omfattar en nordsluttning ner mot sjön Tväringen och består främst av tallskog med mindre partier av granskog.